# 岩関神社
岩関神社（いわせきじんじゃ）とは、秋田県能代市二ツ井町山根にある神社である。旧社格は村社。

## 歴史
明治43年8月11日に山崎神社（字上山崎）・愛宕神社（字後山）・塚ノ岱神明社（字後山）・岩関ノ神社境内社（字山根村）を合併して、現在の神社になった。　元和年間に岩堰用水路の開削工事を指揮した梅津政景の偉業を称え、祭神として祀られている。例祭の日には、重さ1トン近い神輿を担ぎ、町内を練り歩く。